# Бои за линию Бернхардта

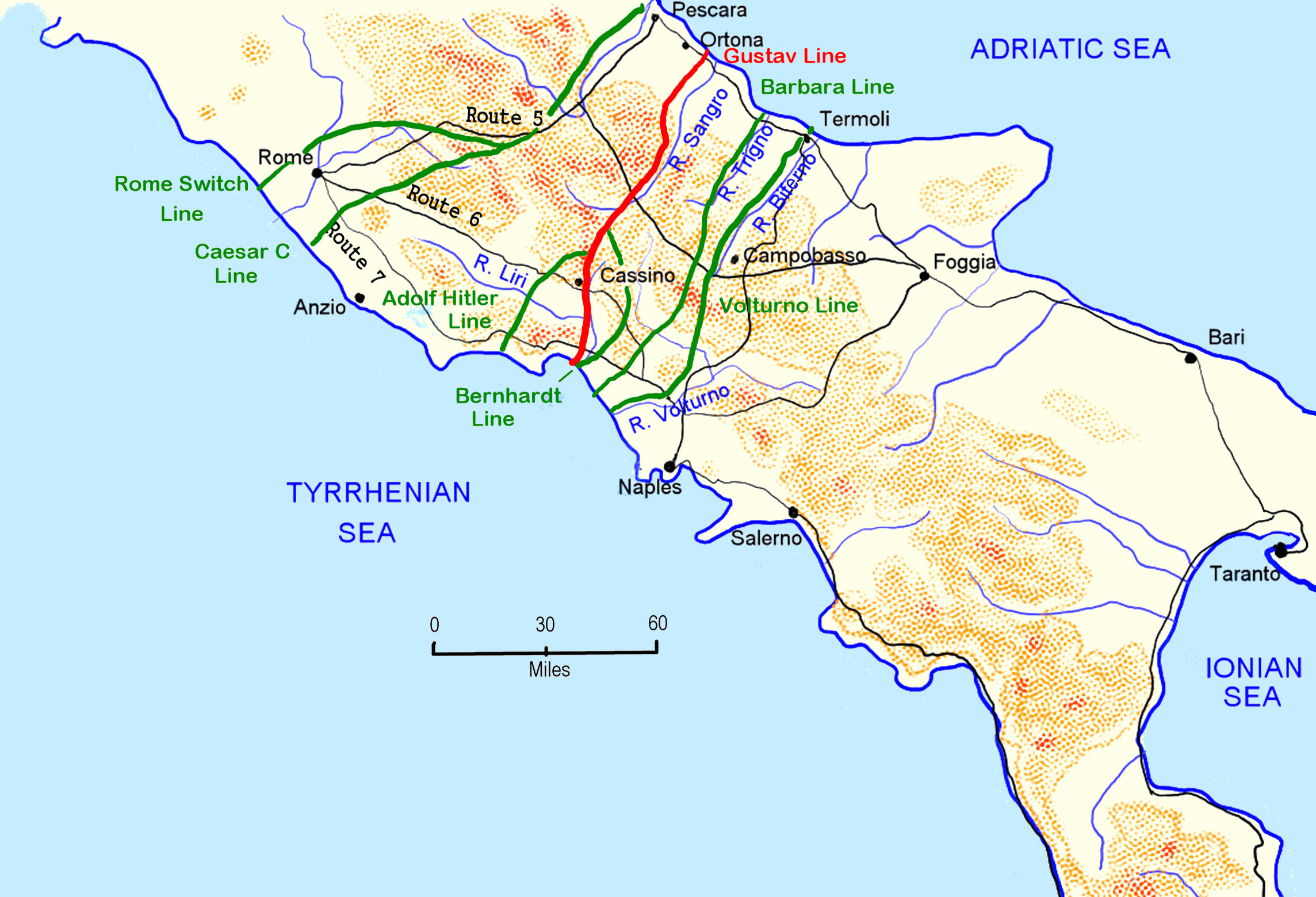
Немецкие линии обороны в Италии

Бои за линию Бернхардта (англ. Bernhardt Line) — бои 5-й армии США, с начала декабря 1943 года по середину января 1944 года, за оборонительную позицию войск немецкого вермахта в Италии.
Немецкая оборонительная Линия Бернхардта представляла собой выступ перед главной оборонительной Линией Густава и предназначалась лишь для того, чтобы задержать прибытие сил противника на главную линию обороны. Наряду с Линией Гитлера она составляла главную немецкую оборону Линии Густава к югу от Рима. Линию защищал XIV танковый корпус вермахта, входящий в состав 10-й немецкой армии.

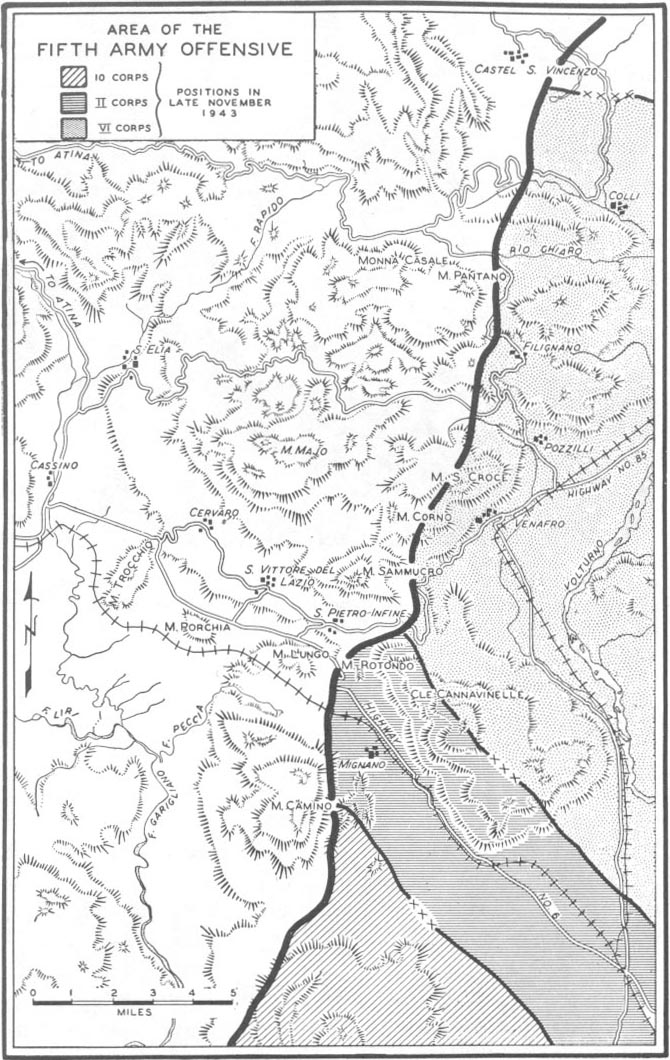
Район наступления 5-й армии США в Италии

5-й армии США генерал-лейтенанта Марка У. Кларка в период ухудшения погоды, когда начались проливные осенние дожди, с середины октября до начала ноября, пришлось пробиваться через труднопроходимую местность и через умелую и решительную арьергардную оборону немцев от позиций на линии Вольтурно до линии Бернхардта. К середине ноября стало ясно, что после наступления на линию Вольтурно, понесшая боевые потери в 10 000 человек, 5-й армии необходимо сделать паузу, реорганизовать и вновь собрать свои силы.
1 декабря 5-я армия возобновила наступление. Первая атака была нанесена после интенсивной артиллерийской и воздушной бомбардировки на Монте-Камино, и лишь 9 декабря после кровопролитных боёв он был захвачен частями 2-го корпуса США генерал-майора Джеффри Кейса. Тем временем на правом фланге 5-й армии 6-й американский корпус генерал-майора Джона П. Лукаса атаковал горы напротив, но только 15 декабря, после подкрепления альпийскими стрелками французского экспедиционного корпуса, недавно прибывшего в Италию, добился некоторого успеха.
8 декабря 3-я и 36-я пехотные дивизии США, и 1-й отряд специального назначения 2-го корпуса, начали наступление на Монте-Самбукаро и на ущелье Миньяно, и к ночи 10 декабря взяли вершины. Однако немецкие позиции в Сан-Пьетро-Инфине в долине удерживались до 16 декабря, когда под угрозой фланговых охватов немцы отошли на позиции перед Сан-Витторе-дель-Лацио. В следующие несколько дней было совершено несколько атак, и 26 декабря был захвачен холм Морелло, откуда открывался вид на позиции Сан-Витторе с севера.
В конце декабря 5-й армии США пришлось снова сделать паузу, чтобы восполнить свои потери, достигшие 22 816 человек вместе с ранеными и больными.
4 января 1944 года 2-й корпус США возобновил атаки, нанося удары параллельно шоссе № 6 к северу и югу от него, и захватил Сан-Витторе, возвышенность Ла-Кьяйя и Монте-Поркью. Тем временем на левом фланге британский 10-й корпус, входивший в состав 5-й армии США, атаковал с позиций на массиве Камино и 8 января захватил холм Седро.
Последнее наступление началось 10 января, и 12 января был взят Черваро, а 13 января — возвышающиеся холмы на севере. Это открыло северный немецкий фланг, и XIV танковый корпус немцев отступил через Рапидо. 15 января, когда 2-й корпус США двинулся вперёд, он не встретил сопротивления.
5-й армии США потребовалось шесть недель интенсивных боёв и потеря 16 000 человек, чтобы продвинуться на 7 миль (11 км) через немецкую оборону линии Бернхардта. Союзные силы антигитлеровской коалиции не достигли намеченных целей, до Рима было ещё далеко — стала реальной перспектива затяжных боёв в Италии.